# Wubanoides uralensis
Wubanoides uralensis är en spindelart som först beskrevs av Pakhorukov 1981.  Wubanoides uralensis ingår i släktet Wubanoides och familjen täckvävarspindlar. Utöver nominatformen finns också underarten W. u. lithodytes.